# Dompierre-les-Ormes
Dompierre-les-Ormes este o comună în departamentul Saône-et-Loire, Franța. În 2009 avea o populație de 922 de locuitori.

## Evoluția populației
| An        | 1975 | 1982 | 1990 | 1999 | 2006 | 2009 |
| --------- | ---- | ---- | ---- | ---- | ---- | ---- |
| Populație | 866  | 844  | 833  | 792  | 815  | 922  |